# 星方武侠アウトロースター
『星方武侠アウトロースター』（せいほうぶきょうアウトロースター、星方武侠OUTLAWSTAR）は、1998年1月8日から同年6月25日にかけてテレビ東京で放送されたテレビアニメ作品、および『ウルトラジャンプ』にて連載の伊東岳彦原作の漫画の作品名。

## 概要
サンライズにおいて当時新設されたばかりの新スタジオ・第10スタジオの処女作として全26話が製作されたスペースオペラで、原作者に漫画家の伊東岳彦がクレジットされている。監督はSFファンを公言する本郷みつる。
伊東が「21エモン 宇宙いけ!裸足のプリンセス」を見て以来、本郷に対して「ストーリーのためではなく、観客がワクワクするための段取りを非常に大切にする人」と憧れを抱き、本郷への仕事のオファーを心待ちにし、1994年から本作の企画を立案し、ストーリープロット・イメージボードを描き貯めていた。
スペースオペラを名乗るだけあって、“エーテルが満ちている宇宙”という1930年代にパルプSFで多用された世界を舞台として、主人公達は細かい理屈を二の次にした派手なストーリーを展開、さらに「宇宙船が腕（グラップラーアーム）を装備し、格闘戦を繰り広げる」シチュエーションは他のSF作品には無い独特の戦闘シーンを見せた。
地球人類が宇宙進出するにあたって先駆者となった華僑が銀河間において広大なネットワークを形成しているという設定になっており、そのため全体的に風景などに中華的な雰囲気が漂う。本作と同一の設定世界「Toward Star Worlds」上で展開されるアニメ作品『星方天使エンジェルリンクス』が後に（1999年）WOWOWノンスクランブル枠にて放送されたが、二人のキャラクターヴァレリアとドゥーズは先に第19話「法と無法」で登場し、本作の主人公達と共に活躍した。
余禄ではあるが、作中にて宇宙船の戦闘装備として描かれるグラップラーアームは、伊東の出世作『宇宙英雄物語』にてすでにその原型が「黒龍号」として登場している。主人公の乗る宇宙船・アウトロースター号は、秘密裏に2大巨大組織が共同開発したもので、格闘戦においても最新鋭であり最強という位置付けである。
第1話の放送において、本編の前にアバンタイトルとして再編集された2分ほどのパイロットムービーが挿入されている。中身はアウトロースター号の戦闘を描いたものであるが、このパイロットムービーは本放送の前（まだキャストも決まっていない時期）に完成しており、後の放送内容とキャラクターやメカニックなどのデザインが一部異なる。このパイロット版は制作前・企画段階のプレゼンテーション用であり、その「宇宙船が超高速で殴りあう」という斬新な設定であった。このパイロット版については、無編集完全版がバンダイビジュアルより発売されたビデオ・LD・DVDに収録されている。
本作ヒロイン・メルフィナ役の声を演じた川澄綾子は、この作品が初ヒロイン役である。

## あらすじ
到星歴と呼ばれる時代、人類が宇宙を、星々の間を、広く駆け巡る世界。辺境の惑星センチネル3にて、トラクターから人間関係まで、何でも引き受ける便利屋のジーン・スターウィンドとジム・ホーキンスは、ある美女からの依頼を引き受ける。しかしその依頼には裏があり、ジーンたちはアウトロー・ヒルダと宇宙海賊との危険な諍いに巻き込まれる。
紆余曲折を経て、期せずして最新鋭の格闘式宇宙船（グラップラー・シップ）アウトロースター号を手に入れ、この最新鋭艦の本格運用に必須となる生体アンドロイドのメルフィナと巡り合ったジーンは、幼い頃のトラウマから宇宙に出ることに怯えを感じながらも、肝心なことは伏せたまま死んだヒルダの残した謎や、メルフィナという存在の謎を共に解くため、地上を飛び出し宇宙を駆け回ることを決意する。

## 登場人物
ジーン・スターウインド
声 - 渋谷茂（14歳時：柏倉つとむ）
主人公。少年の頃に父の貿易宇宙船に同乗していて宇宙海賊に襲われ、瀕死の父の手によって一人だけ脱出ポッドで宇宙に投げ出された過去を持つ。この肉親を失った事件のトラウマにより、宇宙恐怖症で宇宙に出られずにいたが、アウトロースター号を手に入れ宇宙へと飛び出す。
相棒のジムと共に営む「スターウィンド&ホーキング修理商会」という会社は表向きは文字通りの機械の修理工だが、「人間関係の修理」という意味なのだろうか賞金稼ぎやトラブルバスター的な仕事も引き受けていて、ジーンはむしろこちらを専門にしている。そのため荒事には慣れており、特に銃捌きに関しては天才を自称している。一人称は「オレ」または「俺様」だが、尊大な態度を取るだけあって、そこそこ腕が立つ。体の方々に傷跡があり、右肩には星型の刺青をしている。
作中世界では入手も困難な専用の弾丸を用いる「キャスター（古式銃）」という特殊な銃と、グローブに仕込んだライトシールドを操り、宇宙海賊達に立ち向かう。熱血漢であり、直情的な性格をしているが、仕事柄か冷静な分析力も持ち合わせており、また意外に繊細でもある。
こうして見てゆくとヒーロー然とした人物なのだが、金銭関係は極めてルーズな性分で別名「出世払いのジーン」などとも呼ばれる。また、何かというとすぐに馴染の女の所へしけこんでしまうなど、女にだらしがない。そのため仕事の依頼人が女性だった場合トラブルを招いたことがあるらしいが、曰く「理想の人生設計」には「女で身を持ち崩すこと」が欠かせないとのことで、懲りる様子も見せない。
真っ赤な髪が自慢であり、それになぞらえてアウトロースター号を赤色に塗り直す。身長182cm、体重70kg。20歳。
アニメ版で未放送分だった『温泉惑星天鈴』（23話）では『宇宙英雄物語』の登場人物が登場、「赤髪の男」として『宇宙英雄物語』の主人公である護堂十字との因縁が匂わされている。
頭に血が上ると、相手の事を｢お宅｣と呼ぶようになる。
メルフィナ
声 - 川澄綾子
物語冒頭の依頼で預けられたアタッシェケースの中に収められていた航法支援用の女性型生体アンドロイド。物語の中核を成す謎の一端で、「銀河の龍脈」というものに関係する。高性能格闘式宇宙船のアウトロースター号を動かすために必須であり、彼女と船が繋がって初めてアウトロースター号の性能を90%近く引き出すことが可能となる（残りはクルーの努力・根性次第）。おっとりした、それでいてしっかりとした性格である。しかしアンドロイドとしての自身と、年頃の少女的な性格はしばしば衝突を起こし、自らのアイデンティティに思い悩む一面も見せる。アウトロースター号を動かすこと以外でも、ジーンの良き理解者となっていく。漫画版では唐突に天然なボケっぷりも発揮する一方で、言動の端々に謎めかせたものも見え隠れさせている。身長164cm。
ジム・ホーキング
声 - 松本梨香
ジーンと営む「スターウィンド&ホーキング修理商会」の「頭脳労働担当」（当人の弁）。「電脳の魔術師」と呼ばれた伝説のハッカーを父（現在刑務所暮らし）に持ち、幼い見かけの割には卓抜した技術力を備える。コンピューターや機械関連の達人で、常にコンピュータ端末を持ち歩いているほか、ジーンの使う武器・乗り物などの調達ならびに開発や整備もこなしている。その技術力を生かして表看板である機械の修繕業務を専らにする傍ら、突っ走りがちなジーンを上手く抑えるバックアップ（各種補助）を務め、金銭的に破綻したジーンが仕事をするのに欠かせない存在だと自認している。ジーンのことを「アニキ」と呼んで慕う。一人称は「オイラ」。歳相応に、同年代の少女を強く意識してしまうが、娼婦の母親と娼館で育ったという複雑な生い立ちのため、大人の女性には甘え上手である。身長140cm、11歳。
名前の由来は『宝島』のジム・ホーキンズと理論物理学者スティーヴン・ホーキング。
エイシャ・クランクラン
声 - 宮村優子
登場当初は「クタールクタール帝国天覇星域全権大使」であり、「銀河の龍脈」の座標を知っているヒルダを捕らえ情報を得るために宇宙ステーション「ブルーヘヴン」に向かっていた。しかし、ブルーヘヴン付近の戦闘禁止宙域でヒルダを取り逃がしてしまったため「ブルーヘヴン駐在武官」に格下げ、後に完全に干され方々でアルバイトとヒッチハイクをしながら、「銀河の龍脈」に関す情報収集という帝国の意向にもよりジーン達一行に付きまとう。後になし崩し的にアウトロースター号に乗り込んで居付き、情報収集と報告を行う。名家の出身で10人兄弟の7番目で、クタールクタール帝国では常に首席とエリートの道を歩んでいたが、最終学府卒業の際に次席という不名誉を蒙り、それがケチの付きはじめであったことが作中で言及されている。猫耳娘で語尾に「ぞな」が付く。獣ゆえに、ジーン以上に暴走しがちで、ほぼ日常的にハイテンションである。ちなみに「ケダモノ」と言われるのは不本意らしい。クタール・クタール人の特性として人間離れした力を備え、月を見ることで強く特性が現れる。能力を開放して完全獣化すると白虎の姿になるが、栄養さえ十分なら半獣人化程度でもキャスターの直撃に耐える。ただし空腹や寝不足になると種族特性のもたらす不死身性に影響が出て一時的に能力が衰える。食べること全般に執着心が強いが、漫画版ではモモ饅頭が特に好きな模様。身長161cm、18歳。
鈴鹿
声 - 紗ゆり
「黄昏の鈴鹿」の異名をとる凄腕の暗殺者で、狙われた者は例外なく殺されていた。黄昏の異名は、必ず夕暮れ時に標的を仕留めることに由来し、懐中時計を持参するなど、自身のスタイルには強い拘りがあり、これを崩されることを名誉を汚されたと感じる。金銭の貸し借りを嫌うが賭け事は行う。お茶（緑茶）を好み、「わたしは女です」と発言するなど女であることに拘る、淑やかな美女である。日本式の武道精神と礼儀作法を習得しているのか、お茶を含める飲食を正しく行う。温泉に関してもレジャー化されたのは「風情がない」と言い、逆に石で囲んだ露天風呂には「風情ある温泉」と語りながら雪見酒を楽しんでいた。武器は木刀で、大型トラックでも真っ二つにできるが、これはTAO（仙術）とは違い、単なる力技らしい。ジーン達の良き姐御として同行するが、単独行動ではちゃっかり賞金稼ぎしていたりと抜け目無い性格で、ジーンたちに同行するのも表向き「退屈しないから」と公言している。何やらジーンたちと敵対する宇宙海賊「百八星旗」にまつわる因縁があるらしい。元は宇宙海賊の情婦だった。身長179cm。
ギリアムII
声 - 土師孝也
漫画版の設定では、本来はXGP-15A2のバックアップ用サブ・システムだが、メインコンピューターが破損しているため暫定的にシステム制御を行っている。アニメ版では主システムであるが、それとてメルフィナの補助要素に過ぎず、ギリアム単体では最大性能の30%しか引き出せない。執事のように礼儀正しいが回りくどくてもどかしくなるような口調で喋る。事ある毎に自身である「XGP-15A2・アウトロースター号」を「宇宙最強最速の船」と主張し、他の宇宙船に対抗意識をみせる。AIとしてブリッジにあるインジケーター以外には外観らしい外観を持たないが、専用のガイドレールを持つメンテナンス用の大量にある小型ロボ（350mlのアルミ缶と同等の大きさ）で船内を移動し、眠っているジーンを起こしたりする。ジムはこのメンテナンスロボットの一体をピンク色に着色して専用にしている。設定されている人格年齢は40歳から50歳。
フレッド・ロー
声 - 関俊彦
宇宙有数の商社・ロー商会（羅公司）の御曹司で武器商人。女性に全く興味を示さず、男ながらジーンに言い寄っているが、同じ男性でも子供のジムには（守備範囲年齢外なので）興味が無い。一方で、商売やお金（特に借金）に関しては厳格であり、度々ロー家の家訓を持ち出してはジーンに説教するが、海賊ギルドを巻き込んだジーンの将来性への投資と、自身およびロー家の立ち位置を考え支援を行う。なお当人は結婚する気は無いが、アマチュア格闘家で銀河トーナメント連覇をしたほど強い許婚がいる。22歳。
ロン・マクドゥーガル
声 - 中田和宏
マクドゥーガル兄弟の兄。弟のハリーと共に、依頼を受けアウトロースター号を狙ってジーン達を執拗に追い回す。遺伝子研究の第一人者であったマクドゥーガル教授の息子？教授による遺伝子研究の実験としてがっしりした体付きに強靭な身体能力と明晰な頭脳を与えられた。冷徹な性格で主に頭脳担当ながら、錫杖型キャスター「フォルガー」を所持し、ジーンとたびたび渡り合う。宇宙軍の最新兵装を入手して使っているなど宇宙軍とのつながりが見られる一方で、軍と敵対する海賊の依頼も請け負うなど、金次第でどんな仕事も請け負っているらしい。関わった者が例外なく殺されているため、出自や年齢など詳細は不明である。
ハリー・マクドゥーガル
声 - 柏倉つとむ
マクドゥーガル兄弟の弟。兄とは違い細身で優男だが、一旦キレると見境が無くなる問題のある性格。ただしどんなにキレていても、兄には従順である。マクドゥーガル教授による遺伝子研究の実験として優れた直感力と分析能力を与えられた。兄弟の中では実動隊役。また電脳世界にアクセスする能力を持っており、それによりたびたびギリアムやメルフィナに接触する。メルフィナに思いをよせているが、そのアプローチは不器用かつ強引である。18歳。
ヒルダ
声 - 藤田淑子
「熱き氷のヒルダ」の通り名を持つ、泣く子も黙るほどの女アウトロー。隻眼で両腕はサイバネ化している。物語の初めにて別人を装ってジーンに依頼をする。メルフィナとアウトロースター号を海賊ギルド「北旗（ケイ）」から分捕るが、結局彼女が乗ることは無かった。漫画版では極めて冷徹で、情を交わした相手さえ邪魔になれば殺す女であった。身長180cm。年齢不詳。
破斬公
声 - 加藤精三
海賊ギルド・北旗（ケイ）の幹部であり強力なTAO（仙術）マスター。以前の幹部を実力で排除しその地位を手に入れた。その配下に「暗天七人衆」がおり、アウトロースター号の奪還と、力の源たる「銀河の龍脈」を求め暗躍する。北旗の中では新興勢力であるが、強引で冷徹な遣り口で着実に勢力を伸ばしており、敵対者を葬ってきた。なおXGP-15A2とメルフィナの開発に深く関わっていた模様で、メルフィナの「道具としての利用方法」である強制コマンドなども熟知している。
グエン・カーン
声 - 青野武
遺跡「龍の墓標」から得られた情報を元に、海賊に依頼されXGP-15A2を設計した類稀な知能を誇る科学者で、役職は教授。設計段階でXGPにトレーサーを仕込んでおり、「全てを知ること」を目的として海賊を出し抜いて銀河の龍脈に到達しようと画策していた。知識欲の塊で、自身の危機的状況に際しても「死んだら（知ることの）意味がなくなっちゃう」と言い切るほど。メルフィナに関しても、基本設計段階から知っているらしく、その出所からどのようなものかなどや「コマンド」も知っており、一度はジーンたちを脅迫して情報を取ってこさせるために使用している。ただ、知ることへの指向から近視眼的な傾向もあり、ジーンを利用して銀河の龍脈の座標を探ろうとして脅迫した際に、取引材料であるメルフィナの機能回復を取引成立直前に行ったため、直後に鈴鹿に失神させられ目的を果たせず、エイシャに「アホぞな、アホ」とまで言われてしまっている。後にマクドゥーガル兄弟と手を組んで、ジーンたちを付回した。漫画版では、Jr.となっており、色黒である以外はメルフィナにそっくりな付き添いがいる（詳細不明）。

## 設定

### グラップラーシップ
グラップラーシップは、元々は宇宙船の船外活動を補助するために使用された宇宙港のガントリークレーンや宇宙船側のマニピュレータアームを拡張、格闘に利用可能なようにしたものである。「グラップ」（格闘）の名が示すとおり、このアームで殴りあったりする。
当初は海賊らが襲撃方法のひとつとして、襲った船舶に取り付いたり殴って攻撃するための装備だったものが、さらに体系化されコンピュータの支援を得て操船と連動させることで広大な宇宙空間で高速で飛行しながら交差する一瞬のうちに打撃を与える装備として発展していった。なお汎用マニピュレーターから発展したこともあって手持ち火器や刀剣などの装備も多く、これらの使用は海賊を中心に普及している。ただし一般商船などでこれを装備していることは稀で、このためアウトロースター号は宇宙軍に初見でその形状から「海賊船」呼ばわりされている。
このほか、格闘戦を補助するワイヤーアンカーや接近戦用の小火器から遠距離威嚇用のミサイル・ミサイル迎撃ミサイル・デコイ・偵察など周辺状況を把握するためのカメラポッドまで、各種武装を備えているのがグラップラーシップの特徴である。高速戦闘では小回りが利くほうが有利であるため、小型高機動の機種が主流で、アウトロースター号はグラップラーシップとしては例外的な大型艦となっているが、これより大型で海賊が使用した「大飛」（ダイフェイ）と呼ばれる空母級の球形グラップラーシップが作中に登場している。
なおグラップラーシップはその特殊な装備から特別の操船技能を要求され、ゆえにグラップラーシップに乗り、かつそれでなおいくつもの戦闘を生き残ってきた者は、畏敬をこめて「グラップラー乗り」と呼ばれるという。
XGP-15A2・アウトロースター号
「銀河の龍脈」へ突入するために建造された最新のグラップラーシップ。「龍の墓標」にて発見されたブラックボックスを元に宇宙最高の頭脳とされるグエン・カーン教授により設計がなされた。ヒルダにより奪取され、小惑星に偽装された船倉に保管されていた。多彩な内蔵装備と様々なオプション武装を備える。推進系はミュンヒハウゼン・リアクター1機、ニュートン・リアクター4機搭載。艤装前は緑、後に赤に塗装されるが、最初期に幡池裕行により描かれたイメージボードでは青であった。海賊と宇宙軍共同開発という曰く付きの船で、機動力・戦闘力・航行能力の全てにおいて高い水準に纏められている。形式番号の正式な表記は「XGP-15A II」（最後がローマ数字の「2」）。高速戦闘を旨とするグラップラーシップとしては大型の部類に入り、ある程度の船内貨物スペースを持つことから、一頃は「スターウィンド&ホーキング商会」では高速貨物便のような使われ方もしたことがある模様。航続距離も長く、龍脈捜索など広域調査を視野に入れた設計であることが伺われる。
グラップラーアームは汎用・格闘用のものが一対あり、また船体下部に武装を収めたポッドを取り付けることもできる。この他、いかにも海賊的な装備として「突入ボルト」と呼ばれる掘削機つきの連絡通路があり、これの先端を高速回転して相手宇宙船の装甲を穿ち直接乗り込むことも可能となっている。海賊船と同様に、アサルトアンカーと呼ばれるケーブル付きロケット弾も装備しており、これを相手宇宙船に打ち込んでコンピュータシステムをハッキングして制圧することができ、ハッカーであるジムのおかげで拿捕した海賊の船から文字通りの略奪行為を働くことも可能。
名称および形状はX-15を元にしている。
XGP-A3
アニメには登場せず準備稿としてのみ存在するXGP-15A2の後継機。推進系ミュンヒハウゼン・リアクター4機がプラズマ・ドライブとなるほか、外観的特長として巨大な折り畳み式4枚羽根を持つ。形式番号の正式な表記は「XGP-A III」。
シャングリラ号（エルドラド号）
マクドゥーガル兄弟の持ち船。XGP-15A2より小型だが高機動で、船首部分がそのまま4本のグラップラーアームとして展開する。兄弟の危険な仕事に向くよう武装が強化されており、また装甲も厚い。外見がそっくりなエルドラド号というレースシップも存在するが、こちらはやや装甲が弱い。小説版にてシャングリラ号（エルドラド号）の設計もグエン・カーンが行っているとされており、ブリッジレイアウトなど基本設計面でXGPに類似する点も多い。船体下部にはハルシオンミサイルという船体の1/6程度は在りそうな巨大なミサイル（作中でも極大サイズのミサイルであり、小説版では人類圏最強のミサイルと称されている）が内蔵されている。

### 登場する民族（人種）
地球人
物語の舞台となるトゥワード・スターズワールド周辺には比較的多く存在している人種。平均的な肉体に活発な商業活動で繁栄している。至星暦という地球人種が外宇宙に出た年を元年とする暦においてわずか百数十年という歴史を持つが、急速な版図の拡大に政治体制は追いついておらず、末端での治安悪化は目を被うばかりである。広域に拡大した版図ではその各々に都市を形成しており、多くの移住者を抱えている。このため他の民族の交易網もこの都市機能に便乗する形で発達、人種の混在も進んでおり、地球人種の都市内には様々な民族が生活する様式となっている。文化的には華僑がその財力によって真っ先に開拓に乗り出したため、作中では中華系文化の影響が強く見られ、さながら香港のような自由経済都市が作中世界の基本的都市観となっている。
クタールクタール
獣人化能力を持つ好戦的な種族。政治形態は皇帝による専制政治らしく自らの国家を「クタールクタール帝国」と呼ぶ。驚異的な身体能力を誇るほか、その楽天的な精神性は如何なる状況でも物語にギャグ色を添える。地球人種をやや見下すきらいもあるが、幾度かの衝突の後に通商条約も結ばれた。やたら自民族内で盛り上がる傾向があり、またその言語的な面で濁音・裂音や繰り返しといった語も多く、独自のノリを持つ民族である。なお文明は自然との調和を図る形で発展、宇宙巡洋艦の中ですら快適な自然環境を模した設備が充実しており、ブリッジ内に滝が流れるなど無茶苦茶な船内装飾がみられ、商船であってもブリッジ内には巨大水槽がしつらえられている。
シルグリ人
恐竜と鳥と人間を合わせたような種族で、鳥類のように首を回転させる仕草を頻繁に行う。比較的人類を含む他人種には友好的で、商売熱心だが「馴れ馴れしい」とも評される。なぜか銀河標準語が「大阪弁」になっている。卵で出産するようだが哺乳類的な特徴も有する体は細くやや弱々しい感じを持つ。宗教的には地球人種のそれに近い精神世界を持つ様子。
コルボ人
高重力・高気圧環境下を故郷とする人種で、地球人種とは住む環境が違い過ぎるため、あまり同じ環境では見かけない人種。老成した気質で、豊かな精神性を持つ。肉体は球形の体に細い手足を持つが、地球人種の世界では圧力が低過ぎ、体を守るために通常は金属製の宇宙服を着ている。首や頭といった部分が無く胴体に直接顔が着いているため、他人種の社会に適応する上で宇宙服に取り付けられた機械的センサーで周囲を感知している様子も見られる。
恐竜人
遺伝子操作によって生まれた人種とされているが、地球人種とは違う種族が生み出したようで、あまり見掛けない。高い知能と硬い皮膚と怪力を持つが、全般的に人付き合いが嫌いで無愛想。誇り高く孤高を愛する性質を持つ。関連作品の『エンジェルリンクス』では主要キャラクターとして、本編でも私設宇宙軍として登場したドゥーズが海賊退治専門の警備会社で活躍している。

### 海賊ギルド
北旗（ケイ）の海賊
宇宙に存在する4大海賊ギルドの一つで、この時代の地球を勢力範囲に納める最大の勢力地域を持つ。正式には「百八星旗（バッ・パー・サン・ケイ）」。天動王を頂点とし、その下に10名からなる最高幹部会が存在する。多くの者がTAO（仙術）と呼ばれる特殊な術を使用する極悪組織。北方華僑系。
幣（バン）の海賊
宇宙に存在する4大海賊ギルドの一つ。正式には「五行幣（ムー・ハン・バン）」。義侠心を持った古い体質の組織である。南方華僑系。
アシッドB
宇宙に存在する4大海賊ギルドの一つ。元は傭兵部隊の集団だった。アメリカ系。
クラウスギルド
宇宙に存在する4大海賊ギルドの一つ。略奪・盗品などの売買を中心に行う組織。ロシア系。

### その他の用語
TAO（タオ）
いわゆる気（仙術や道教など）を使う戦闘術だが、作中世界ではほとんど超常的で無敵に等しい破壊力を持ち、肉体ひとつで銃火器による攻撃を弾くほどの威力がある。北旗の海賊が好んで習得し、TAOマスターと呼ばれるクラスともなると完全な超人である。独特の論理体系から物理法則をも捻じ曲げるため、この術を使う者は向かうところ敵なしであるが、唯一別の論理体系から物理法則を捻じ曲げるキャスターによって対抗可能である。
ロンガン（龍眼）
作中世界では宝石に勝る価値を持つ希少鉱物資源。エーテルよりエネルギーを得る触媒となるほか、宝飾的な価値を持つ。価値観も多様な人種が混在する作中世界でも概ね取引市場が成立する一端には、このロンガンのような共通する交換物資が存在している点が揚げられる。
サブイーサドライブ / サブイーサ航法（「サブイサ」と略される場合あり）
作中世界の超光速航法。エーテルよりロンガンを触媒として得た膨大なエネルギーを使って通常空間から切り離された小規模な亜空間を形成・移動することで光速度を突破する。同航法にロンガンの介在が不可欠であることから、作中世界の汎銀河文明のいずれもがロンガンの獲得に目の色を変えている。超光速航法の常として、亜空間突入時の外圧などに影響されやすく、小型ミサイルの爆発程度でも目的地に到達できずに予測不可能な吹っ飛ばされ方をする危険性を伴う。また膨大なエネルギーを使うことから何も無い宇宙空間では照明弾を打ち上げるように目立つ行為であり、これの探知技術も発達している。このため海賊たちは狙う船にサブイーサ反応を悟られぬよう、待ち伏せ・偽装・通常航行での追撃など、様々な知恵を絞っている。
キャスター（「唱える者」）
元は魔法を唱える術者のことであり、銃の方はスペルガンという名だった。現在では銃がキャスターと呼ばれている。古式魔術を源流とし、TAO使いに対する有効な攻撃手段となっている。マナをエネルギー源として機能するが、作中世界ではマナがほとんど枯渇しており、マナを使う古式魔術が貴重な・しかも見捨てられた技術体系となっている。このため銃本体は元より、弾丸ですらアンティーク扱いであり、また高価で貴重なものとなっている。弾丸の形をとるカートリッジ式の術には、弾丸の種類（0番から19番の20種類ある）で様々な威力・効果があるが、術式に対応したマナが存在しない番号の弾丸は不発となる。またマナが希薄であるため、弾の威力を発動させるにはキャスターを撃つ者の生命力が触媒として必要となる弾もある。それら発射した側も被害を受けるような強力な術式が籠められた危険な弾丸は、作中の時代ではほとんど流通していない入手困難な弾となっている。
キャスターの弾
| 番号 | 色 | 効果               | 使用相手                               | 使用話数      |
| ---- | -- | ------------------ | -------------------------------------- | ------------- |
| 零   |    |                    |                                        |               |
| 壱   |    |                    |                                        |               |
| 弐   |    |                    |                                        |               |
| 参   | 赤 | 爆裂系魔法？       | 北旗のブルーリーダー                   | １話Bパート   |
| 肆   |    |                    |                                        |               |
| 伍   | 赤 |                    | 北旗のTAOマスターの老人の放ったTAOの龍 | ２話Aパート   |
| 陸   |    |                    |                                        |               |
| 漆   |    |                    |                                        |               |
| 捌   |    |                    |                                        |               |
| 玖   |    |                    |                                        |               |
| 拾   |    |                    |                                        | ２５話Aパート |
| １１ |    |                    |                                        | ２５話Aパート |
| １２ | 銀 |                    | エイシャ                               | ５話Bパート   |
| １９ | 赤 | マナ不足による不発 | 北旗のTAOマスターの老人                | ２話Aパート   |

サイバネ
サイバネティックスの略でサイボーグ技術を使い肉体を強化すること。作中世界では比較的当たり前な技術となっており、悪人の中にはサイバネ強化をして警察機構の手に負えない犯罪を犯す者も少なくない。
ウォン
作中世界の通貨単位。通貨価値の安定度が高く、ロンガン兌換通貨として作中世界では一般的に使われている。表記は「W」（“W”に横線）らしい。韓国・北朝鮮通貨のウォンとの関係は不明。
至星暦
地球人種が外宇宙に出た年を元年とする暦。
銀河の龍脈
作中最大の謎で、クタールクタール帝国筋では「地球政府が丸ごと買える」価値があるとの評価をしているが、実はその帝国関係者であるエイシャですら良く解っていない。ヒルダは詳細を語らずに死に、勿論これを長年捜し求めてXGP-15A2まで開発した海賊筋もこの詳細を外部に公表していない。一説に拠れば風水にも関係し、これを掌中に収めれば富も権力も個人が思いのままにできるらしい。

## スタッフ
- 企画 - サンライズ
- 原作 - 矢立肇、伊東岳彦
- 監督 - 本郷みつる
- シリーズ構成 - 千葉克彦
- メインキャラクター原案 - 幡池裕行
- キャラクターデザイン - 斎藤卓也
- メカニカルデザイン - 石垣純哉
- 空想科学設定 - 堺三保
- デザイン協力 - 河森正治、佐山善則、箕輪豊、モーニングスター
- 美術監督 - 小山俊久
- 色彩設計 - 黒柳朋子
- 撮影監督 - 鳥越一志、津村治彦
- 音響監督 - 三間雅文
- 音楽 - 大谷幸
- プロデューサー - 横山真二郎、古里尚丈
- 製作 - 創通映像、サンライズ

## 主題歌
オープニングテーマ「Through the Night」
作詞・歌 - 有待雅彦 / 作曲・編曲 - 原一博
エンディングテーマ「昼の月」（1話 - 13話）
作詞・作曲・編曲・歌 - 新居昭乃
エンディングテーマ「月の家」（14話 - 26話）
作詞・作曲・歌 - 新居昭乃 / 編曲 - 保刈久明

## 各話リスト
| 話数 | サブタイトル             | 脚本       | 絵コンテ   | 演出       | 作画監督                                                | 放送日        |
| ---- | ------------------------ | ---------- | ---------- | ---------- | ------------------------------------------------------- | ------------- |
| 1    | 無法の星                 | 千葉克彦   | 本郷みつる | 芦沢剛史   | 齋藤卓也                                                | 1998年 1月8日 |
| 2    | 欲望の星                 | 千葉克彦   | 本郷みつる | 日下直義   | 江上夏樹                                                | 1月15日       |
| 3    | 燃える宇宙へ             | 千葉克彦   | 土蛇我現   | 日下直義   | 江上夏樹                                                | 1月22日       |
| 4    | 熱き氷の溶けるとき       | 千葉克彦   | 高松信司   | 星合貴彦   | 石井明治（キャラ） 佐々木某（メカ）                     | 1月29日       |
| 5    | 待ち伏せる獣娘           | 千葉克彦   | 東海林真一 | 東海林真一 | 西田亜沙子 (スタジオ・ムー)                             | 2月5日        |
| 6    | 麗しき暗殺者             | 千葉克彦   | 土蛇我現   | 日下直義   | 江上夏樹                                                | 2月12日       |
| 7    | 忍び寄る魔手             | 千葉克彦   | 芦沢剛史   | 芦沢剛史   | 山口晋                                                  | 2月19日       |
| 8    | 腕ずくの発進             | 千葉克彦   | 本郷みつる | 本郷みつる | 齋藤卓也                                                | 2月26日       |
| 9    | 冒険の旅…え?             | 両澤千晶   | 土蛇我現   | 日下直義   | 江上夏樹 佐藤陵                                         | 3月5日        |
| 10   | 宇宙レースに集う         | 千葉克彦   | 星合貴彦   | 日下直義   | 江上夏樹 亀井治                                         | 3月12日       |
| 11   | 亜空間漂流               | 千葉克彦   | 本郷みつる | 山本恵     | 久行宏和（中村プロ, キャラ） 金田正彦（中村プロ, メカ） | 3月19日       |
| 12   | エルドラド号との死闘     | 千葉克彦   | 錦織博     | 錦織博     | 西田亜沙子                                              | 3月26日       |
| 13   | 異星よりの尖兵           | 千葉克彦   | 土蛇我現   | 日下直義   | 江上夏樹                                                | 4月2日        |
| 14   | ファイナルカウントダウン | 堺三保     | 芦沢剛史   | 西山明樹彦 | 山口晋                                                  | 4月9日        |
| 15   | 七人衆現わる             | 本郷みつる | 小原正和   | 山口祐司   | 寺岡巌                                                  | 4月16日       |
| 16   | 海の星の悪魔（未放送）   | 芦沢剛史   | 松園公     | 西山明樹彦 | 寺岡巌                                                  | 未放送        |
| 17   | 生命と機械の間で         | 千葉克彦   | 芦沢剛史   | 西山明樹彦 | 西田亜沙子                                              | 4月23日       |
| 18   | 宇宙最強の女             | 芦沢剛史   | 東海林真一 | 横田和     | 久行宏和                                                | 4月30日       |
| 19   | 法と無法                 | 伊東岳彦   | 芦沢剛史   | 西山明樹彦 | 寺岡巌                                                  | 5月7日        |
| 20   | 猫と少女と宇宙船         | 本郷みつる | 本郷みつる | 本郷みつる | 山口晋                                                  | 5月14日       |
| 21   | 龍の墓標                 | 千葉克彦   | 菊池一仁   | 西山明樹彦 | しんぼたくろう 米山浩平 (中村プロ)                      | 5月21日       |
| 22   | 重力脱獄                 | 堺三保     | 土蛇我現   | 日下直義   | 江上夏樹                                                | 5月28日       |
| 23   | 温泉惑星天鈴             | 千葉克彦   | 山口祐司   | 山口祐司   | 西田亜沙子                                              | 未放送        |
| 24   | 龍脈突入                 | 千葉克彦   | 芦沢剛史   | 横田和     | 寺岡巌                                                  | 6月11日       |
| 25   | 絶望への迷宮             | 千葉克彦   | 本郷みつる | 西山明樹彦 | 山口晋                                                  | 6月18日       |
| 26   | 空へ還る                 | 千葉克彦   | 本郷みつる | 本郷みつる | 齋藤卓也                                                | 6月25日       |

## 漫画
テレビの放送に先駆けて『ウルトラジャンプ』誌上で漫画での連載が始められたが、3巻まで刊行したところで突如休載となる。2019年の時点においても連載は再開されておらず、具体的な再開の目処も立っていない。
なお、アニメ版と漫画版のその他の違いとしては、キャラクターの性格付けが多少違うほか、XGP-15A2入手の経緯が別となっている（既存巻には特に描かれていない）。
伊東は連載時にて「漫画とアニメでは、途中の道中の展開は大きく変更する」「ラストシーンはアニメと同じ着地点にすると本郷監督と決めた」と構想を語っていた。

## 小説
OUTLAW STAR 銀河の龍脈編 集英社スーパーファンタジー文庫 千葉克彦著
- 上巻 1998年11月初版 ISBN 4-08-613327-X
- 下巻 1999年2月初版 ISBN 4-08-613338-5
  - アニメのノベライズ版。

星方武侠アウトロースター 雲海のエルドラド 集英社スーパーダッシュ文庫 堺三保著
- 2000年7月20日初版 ISBN 4-08-630005-2
  - アニメの16話から18話の間の時期に起こった出来事を描く番外編。